# Lomographa admota
Lomographa admota är en fjärilsart som beskrevs av Paul Dognin 1900. Lomographa admota ingår i släktet Lomographa och familjen mätare. Inga underarter finns listade i Catalogue of Life.